# Уайзмен, Джозеф
Джо́зеф Уа́йзмэн (англ. Joseph Wiseman; 15 мая 1918 года — 19 октября 2009 года) — американский актёр.

## Биография
Родился в Монреале (Канада), через некоторое время его семья переехала в США. Начал карьеру на Бродвее в 1930-х годах. Его первой работой стала постановка Роберта Шервуда 1938 года «Эйби Линкольн в Иллинойсе» (англ. «Abe Lincoln in Illinois») и ещё несколько бродвейских постановок. Получил известность после первого кинофильма «бондианы» — «Доктор Ноу», где сыграл главного злодея.

## Фильмография
- 1949-1954 — Саспенс
- 1950-1963 — Театр Армстронга
- 1950 — With These Hands
- 1951 — Детективная история
- 1952 — Вива Сапата!
- 1952 — Miserables, Les — Genflou
- 1953-1962 — Театр «Дженерал Электрик»
- 1953 — Champ for a Day — Dominic Guido
- 1953-1961 Письмо к Лоретте — Dr. Newland
- 1954 — Серебряная — Mijamin
- 1955 — Блудный сын — Carmish
- 1955 — Matinee Theatre — Hosea
- 1955 — Three Brave Men — Jim Barron
- 1957 — Текстильные джунгли — Джордж Кован
- 1957-1959 — Подозрение
- 1958-1960 — Westinghouse Desilu Playhouse
- 1959-1964 — Сумеречная зона
- 1959-1962 — Adventures in Paradise
- 1959-1963 — Неприкасаемые
- 1960 — Непрощённая
- 1962 — Счастливые вор
- 1962 — Доктор Ноу — доктор Ноу
- 1986 — Лови момент — доктор Адлер